# Op de koop toe
Op de koop toe was een Vlaams consumentenprogramma dat vanaf 7 januari 1991 tot 4 juni 1997 op de openbare zender TV1 liep.
Presentatoren Emiel Goelen en Rita Van Neygen bespraken in het programma diverse producten en aankopen. In de trailer voor elke aflevering sloot Goelen altijd af met de uitspraak "U kijkt toch ook?", waarbij hij met zijn vinger naar de camera wees. Deze catchphrase wordt nog steeds met hem en het programma geassocieerd.
De uitzendingen, die elke maandagavond plaatsvonden, kregen hoge kijkcijfers in Vlaanderen en maakten Goelen een bekend mediafiguur in Vlaanderen.
Het programma werd in 1992 bekroond met de eerste prijs op het tweede internationale film- en televisiefestival van "Ciudad de Santander" in Spanje.
In 1997 kwam Op de koop toe abrupt ten einde toen Goelen door VRT-directeur Piet Van Roe werd ontslagen. De Raad van State besliste op 12 december 1997 dat Goelen onterecht ontslagen was en de VRT werd bevolen het ontslag in te trekken. Hij verkoos niet naar het scherm terug te keren, maar bleef wel personeelslid van de VRT.